# ФК Локомотив (Варна)
Локомотив е несъществуващ български футболен клуб от Варна.
Основан е на 20 ноември 1935 г. под името ЖСК (Варна).
През 1944 г. участва в Държавното първенство, но отпада в първия кръг от Спартак (Варна) с две загуби (0:1 и 0:1), първенството обаче така и не завършва заради Втората световна война. 
През пролетта на 1945 г. ЖСК се обединява с Черноморец (осн. 1941 г.) и Победа (осн. 1930 г.) под името Свобода. 
На 5 октомври 1945 г. „железничарите“ се отделят под името Локомотив. През 1953 г. отбора завършва на 2 място в Североизточната Б група. На следващата година обаче се представят по-слабо и завършват едва на 10 място. Участват за последно в Североизточната Б група през 1956 г. като завършват на 3 място. След поредните промени през 1957 г. „железничарите“ загубват идентичността си. 
През 1963 г. ФД „Локомотив“ е възстановен. През 1968 г. успява да влезе в Северната Б група, но просъществува до 6 март 1969 г., когато се слива със Спартак под името ЖСК-Спартак. В двубоите на Локомотив след обединението са присъдени служебни загуби.

## Успехи
- Осминафиналист в Държавното първенство през 1944 г.
- 2 място в Североизточната Б група през 1953 г.
- 3 място в Североизточната Б група през 1956 г.

## Известни футболисти
- Атанас Ставрев